# Стальзавод ТАС
ДП «Стальзавод ТАС» (раніше ДП «Дніпродзержинський сталеливарний завод») — металургійне підприємство в м. Кам'янському, дочірнє підприємство ПАТ «Дніпровагонмаш», яке було створене в 1992 році на базі фасонно-ливарного цеху, що існує з 1926 року.

## Продукція
Завод спеціалізується на випуску виливків для вагонобудування. Виробнича потужність підприємства нині становить більш як 20 тисяч тонн у рік. Крім основної номенклатури, освоєний випуск виливків для сільгоспмашинобудування й інших галузей народного господарства.

## Контроль якості
На заводі розроблена, впроваджена й сертифікована система менеджменту якості, відповідна до вимог стандарту ДСТУ ISO 9001:2009 (ISO 9001:2008).
Стабільна якість основної продукції заводу: «Автозчеплення СА-3», «Корпус автозчеплення», «Хомути тягові», «Упори передні», «Упори задні», «Упори з надпятником», «Черевик неповоротний» підтверджена сертифікатами відповідності в Системі сертифікації на федеральному залізничному транспорті Росії РСФЖТ і системі сертифікації УкрСЕПРО (Україна).

## Специфіка
На підприємстві постійно ведуться роботи з удосконалювання технології виробництва, підвищенню якості виливків, що випускаються, а також розширенню номенклатури виробів.